# Роденго
Роденго (итал. Rodengo) — коммуна в Италии, располагается в регионе Трентино — Альто-Адидже, в провинции Больцано.
Население составляет 1162 человека (2008 г.), плотность населения составляет 40 чел./км². Занимает площадь 29 км². Почтовый индекс — 39037. Телефонный код — 0472.
В коммуне 15 августа особо празднуется Успение Пресвятой Богородицы.

## Демография
Динамика населения:

## Города-побратимы
- Майнц-Финтен, Германия
- Гнаденвальд, Австрия

## Администрация коммуны
- Официальный сайт: http://www.comune.rodengo.bz.it/